# Tiriça
Roberto Soriano (também conhecido como Beto Tiriça) é um criminoso brasileiro. Segundo as autoridades juízes e promotores investigações apontam que o mesmo não é mas líder do Primeiro Comando da Capital (PCC), chegou a passar um período na Penitenciária Federal de Mossoró (RN), a mesma de onde fugiram os criminosos que eram do Comando Vermelho (CV), em fevereiro de 2024.
Segundo as investigações, em que o Tiriça, que era o número dois na hierarquia do PCC até fevereiro, ficou insatisfeito com uma conversa gravada entre Marcola policiais penais da Penitenciária Federal de Porto Velho, na qual o chefe da facção criminosa paulista atribuiu ao comparsa a responsabilidade por atentados contra agentes públicos.
O áudio foi utilizado na condenação de Tiriça a 31 anos e seis meses de prisão pelo assassinato da psicóloga Melissa de Almeida Araújo, da Penitenciária Federal de Catanduvas (PR), em maio de 2017.

## Primeiro Comando Puro e o Comando Vermelho
De acordo com o Uol, o Primeiro Comando Puro deve se aliar ao Comando Vermelho do Rio de Janeiro para fazer frente ao PCC e quebrar a hegemonia do grupo de Marcola no tráfico internacional de drogas.
A nova facção criminosa poderá ser uma espécie de Terceiro Comando Puro (TCP), dissidência do CV aliada ao PCC no estado fluminense.